# Sbor národní bezpečnosti
La Sbor národní bezpečnosti ou SNB (slovaque : Zbor národnej bezpečnosti; ZNB) était la police tchécoslovaque de 1945 à 1991. Elle comprenait la Veřejná bezpečnost (en) (VB) qui s'occupait de la sécurité publique, et de la Sécurité d'État (StB), le service de renseignements.

## Galerie

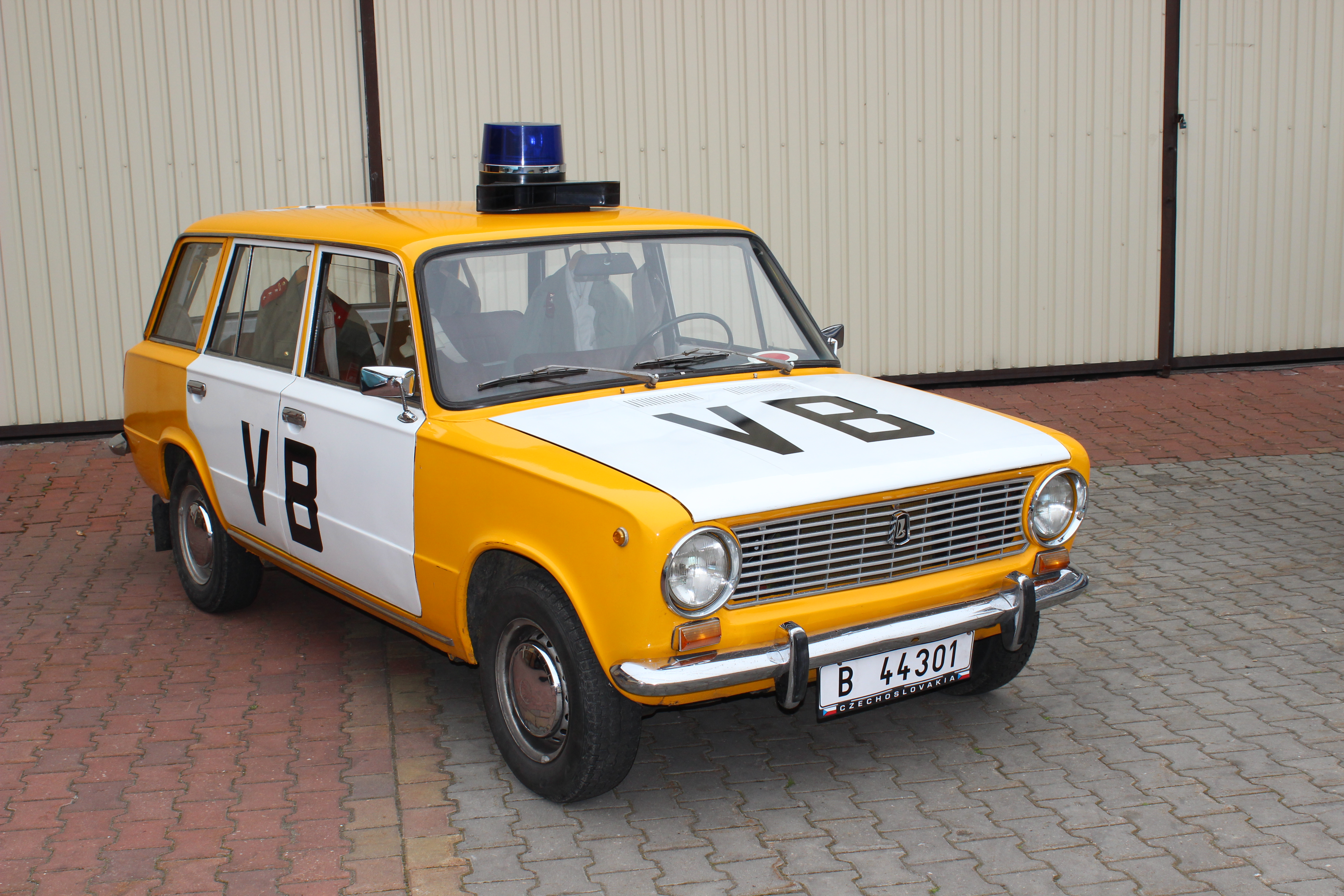
Une Lada 1200 Combi de la VB
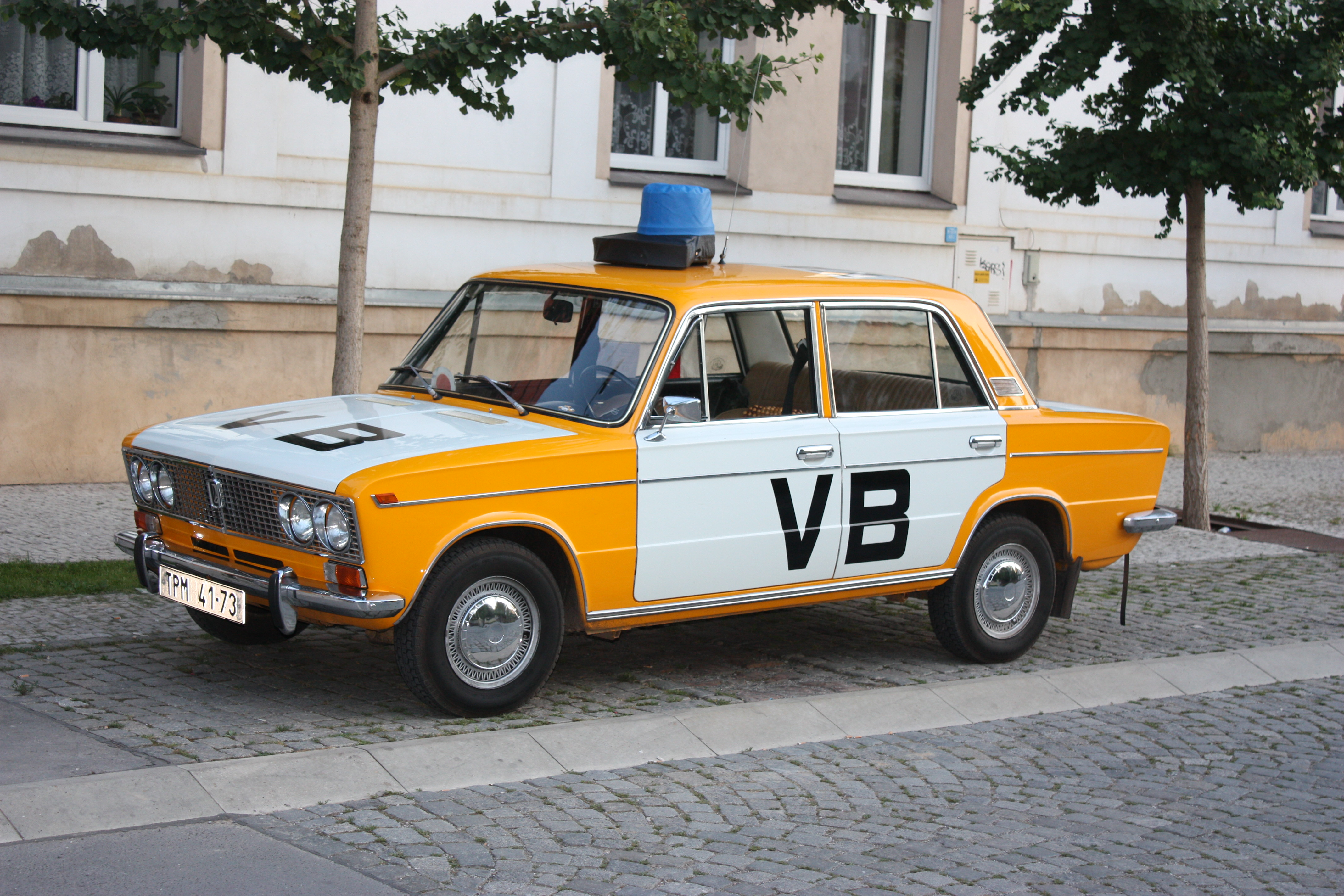
Une Lada 2103 de la VB
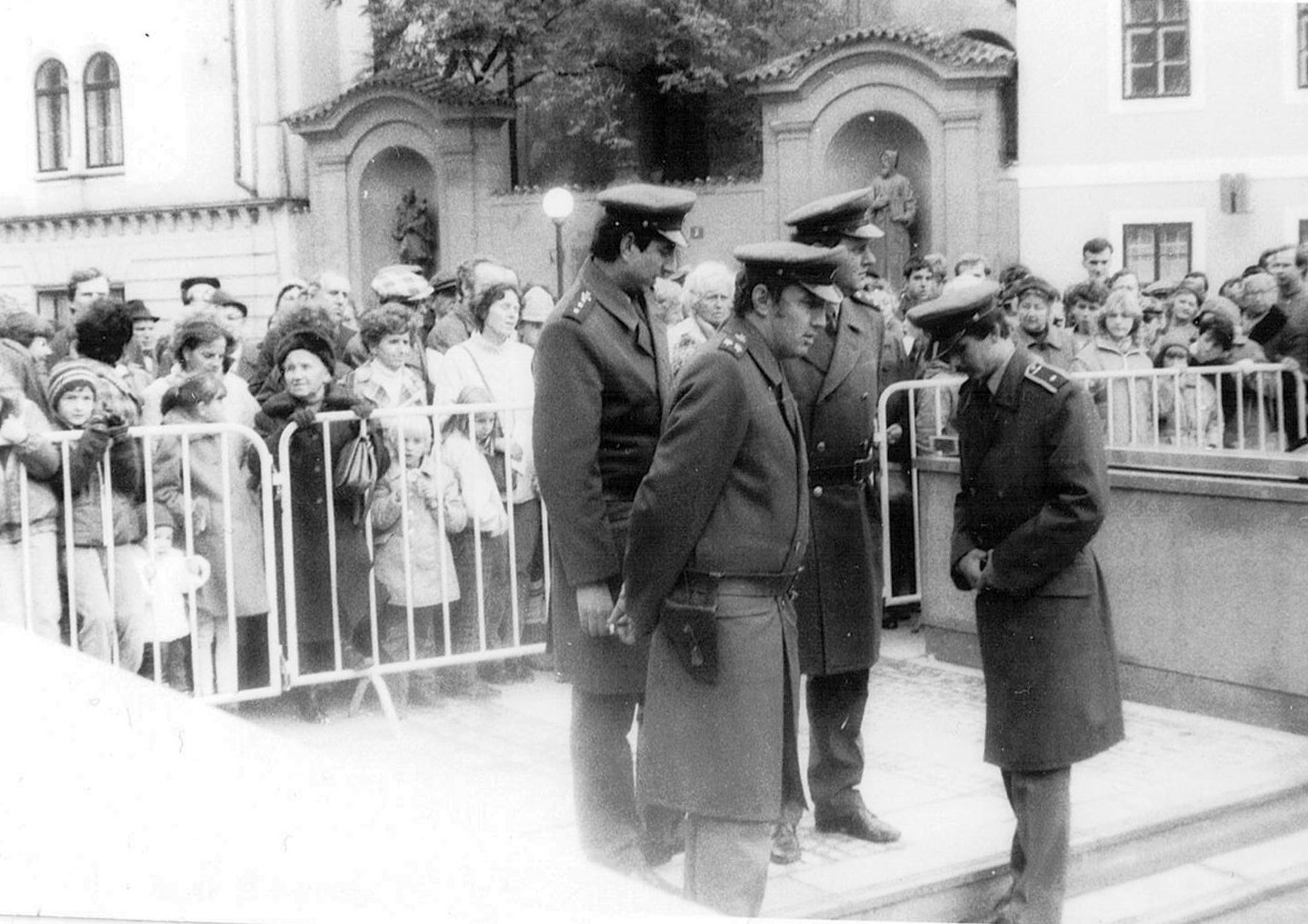
Agents de la VB en 1985